# Oleksandrivka, Tomașpil
Oleksandrivka (în ucraineană Олександрівка) este localitatea de reședință a comunei Oleksandrivka din raionul Tomașpil, regiunea Vinnița, Ucraina.

## Demografie
Componența lingvistică a localității Oleksandrivka
     Ucraineană (97,87%)
     Rusă (1,83%)
     Alte limbi (0,15%)
Conform recensământului din 2001, majoritatea populației localității Oleksandrivka era vorbitoare de ucraineană (97,87%), existând în minoritate și vorbitori de rusă (1,83%).